# Les Tisserands du pouvoir
Pour les articles homonymes, voir Tisserand.
Les Tisserands du pouvoir est un roman de l'écrivain et réalisateur Claude Fournier publié en 1988.
Claude Fournier en a réalisé lui-même l'adaptation au cinéma la même année sous la forme de deux films : Les Tisserands du pouvoir et Les Tisserands du pouvoir 2, adaptés par la suite sous forme de mini-série.